# Tibou Kamara
Pour les articles homonymes, voir Kamara.
Tibou Kamara né le 4 novembre 1973 à Dinguiraye, était ministre d'État à la présidence, conseiller spécial du président de la République, ministre de l’Industrie et des PME de Guinée du 26 mai 2018 au 5 septembre 2021.

## Carrière
Tibou Kamara a commencé comme journaliste et il est le rédacteur en chef de l'hebdomadaire L'Observateur jusqu'en 2003.
Il fut président du conseil national de la communication, le 19 juin 2008 il est ministre de la Communication et des Nouvelles Technologies de l’information et conseilleur spécial du président Alpha Condé. Le 29 avril 2021, Tibou Kamara est nommé porte-parole du gouvernement de guinée jusqu'à la chute du gouvernement le 5 septembre 2021 par le CNRD.